# Go-Murakami
Pour les articles homonymes, voir Murakami.
L'empereur Go-Murakami (後村上天皇, Go-Murakami Tennō, 1328 – 29 mars 1368) était le 97e empereur du Japon, selon l'ordre traditionnel de la succession, et a régné sur la Cour du Sud de l'époque Nanboku-chō du 18 septembre 1339 au 29 mars 1368.
Son nom personnel était Noriyoshi (義良). Son nom posthume lui a été donné en mémoire de celui de l'empereur Murakami (on peut traduire le préfixe Go-, 後, par « postérieur », ce qui donne donc « Empereur Murakami postérieur ».)

## Généalogie
Go-Murakami était le 7e fils de son prédécesseur Go-Daigo. Il eut plusieurs enfants, dont les futurs empereurs du Sud Chōkei et Go-Kameyama.

## Biographie
Quand son père Go-Daigo commence la restauration de Kemmu, en 1333, Noriyoshi, qui n'est alors qu'un très jeune prince, se rend à Tagajō, dans la province de Mutsu (aujourd'hui dans la préfecture de Miyagi) en compagnie de Kitabatake Akiie, pour retourner les samouraïs de l'Est à leur cause et détruire les restes du clan Hōjō. Cependant, en 1335, Takauji Ashikaga étant entré en rébellion contre la restauration, l'empereur retourne à l'ouest avec Kitabatake Chikafusa (le père d'Akiie), dans le but de détruire Takauji. Quand ce dernier les vainc à Kyōto en 1336, ils retournent à nouveau dans la province de Mutsu. En 1337, Tagajō étant attaqué, ils retournent à nouveau dans l'ouest, à Yoshino, tout en menant continuellement des batailles.
Une nouvelle fois, en 1338, ils marchent sur Tagajō, mais doivent retourner à Yoshino à cause d'une tempête. En 1339, Noriyoshi est nommé prince héritier, et monte sur le trône le 18 septembre de la même année, lorsque Go-Daigo abdique.
En 1348, Kō no Moronao attaque Yoshino, et l'empereur fuit alors en direction de l'actuel Nishiyoshino, dans la préfecture de Nara, qui est alors la province de Yamato.
En 1352, en entrant à Otokoyama dans la province de Yamashiro durant la bataille de Shichijō Ōmiya, Kusunoki Masanori reprend Kyōto à Ashikaga Yoshiakira. À ce moment, les empereurs du Nord retirés Kōgon, Kōmyō et l'empereur de la Cour du Nord Sukō sont capturés et emprisonnés à Otokoyama. Cependant, un mois plus tard, ils doivent abandonner Kyōto après une contre-attaque des Ashikaga.
Ils sont alors confinés à Otokoyama, mais parviennent à s'enfuir dans la province de Kawachi durant une attaque de Yoshiakira, et retournent à Yoshino quelques mois plus tard.
Le huitième jour du douzième mois de 1361, Kiyōji Hosokawa et Masanori Kusunoki, qui avaient à nouveau prêté allégeance à la Cour du Sud, attaquent Kyōto, en reprenant temporairement le contrôle. Mais Yoshiakira contre-attaque rapidement, et ils doivent évacuer la capitale du Nord 18 jours plus tard.
Ils continuent à essayer de reprendre Kyōto, mais le pouvoir de la Cour du Sud est déjà en train de faiblir à ce moment, et à la mort de l'empereur en 1368, Yoshimitsu Ashikaga est au pouvoir et le trône a été déplacé à Sumiyoshi.

## Èresde son règne
(Cour du Sud) :
- Ère Engen
- Ère Kōkoku
- Ère Shōhei

(Cour du Nord) :
- Ère Ryakuō
- Ère Kōei
- Ère Jōwa
- Ère Kan'ō ou Kannō
- Ère Bunna
- Ère Enbun
- Ère Kōan
- Ère Jōji
- Ère Ōan

## Rivaux de la Cour du Nord
- Kōmyō
- Sukō
- Go-Kōgon